# Sideritis dendrochahorra
Sideritis dendrochahorra là một loài thực vật có hoa trong họ Hoa môi. Loài này được Bolle miêu tả khoa học đầu tiên năm 1860.